# كندا في الألعاب الأولمبية الشتوية 2010
حصلت كندا على شرف استاضفة الألعاب الأولمبية الشتوية سنة 2010 بمدينة فانكوفر كندا ، و هي ثالت استضافة للألعاب الأولمبية بعد الألعاب الأولمبية الصيفية 1976 بمدينة مونتريال ، الألعاب الأولمبية الشتوية 1988 بمدينة كالغاري. و قد شاركت كندا ب 206 رياضيا في جميع الرياضات مما جعلها الأمر تجد نفسها في المركز الأول، وكما حطمت كندا رقما قياسيا جديدا من حيث عدد الميداليات الذهبية برصيد 14 بعدما كان الرقم السابق هو 13 ميدالية.

## الميداليات
حصلت كندا على ذهبياتان وفضياتان في الزلاجة جماعية ، و ذهبية لدى الذكور وفضية لدى الإناث في رياضة كيرلنغ ، و ذهبيتان واحدة لدى الذكور والأخرى لدى الإناث في هوكي الجليد ، و ذهبية وبرونزية في رياضة تزلج فني على الجليد ، و خمس ذهبيات وخمس فضيات وبرونزية في رياضة التزلج على مسار قصير ، و أربع ذهبيات وبرونزيتان و فضية في رياضة التزلج سريع و ذهبية في سباق الزلاجات الصدرية ، و فضية وذهبيتان في كل من التزلج حر و التزلج على الثلوج